# ويليام كيني (مسير أعمال)
ويليام كيني (بالإنجليزية: William Patrick Kenney)‏ هو مسير أعمال أمريكي، ولد في 10 يناير 1870 في ووترتاون في الولايات المتحدة، وتوفي في 24 يناير 1939 في St. Joseph's Hospital (St. Paul, Minnesota) ‏ في الولايات المتحدة.